# Shamrock Park
Der Shamrock Park ist ein Fußballstadion in der nordirischen Stadt Portadown, County Armagh. Es ist die Heimspielstätte des Fußballvereins Portadown FC in der NIFL Premiership. Der Shamrock Park wurde außerdem für Stockcar genutzt, dies wurde aber eingestellt. Die Anlage bietet 5.732 Plätze und diente als Austragungsort von zwei Gruppenspielen der U-19-Fußball-Europameisterschaft der Frauen 2017.